# Prix Quadriga
Pour l’article homonyme, voir  Quadriga (groupe d'artistes).
Le prix Quadriga est une récompense annuelle allemande parrainé par Werkstatt Deutschland, une organisation à but non lucratif basée à Berlin. Le prix est décerné depuis 2003 à quatre personnes ou à un groupe pour leur engagement dans l'innovation, le renouvellement et un esprit pionnier par des moyens politiques, économiques et culturels.
Le prix consiste en une statuette ressemblant au quadrige du haut de la porte de Brandebourg à Berlin et une somme d'argent de 25 000 euros par « groupe » récompensé, soit 100 000 euros en tout. Le principal sponsor du prix est la compagnie d'électricité suédoise Vattenfall.
Werkstatt Deutschland présente l'attribution chaque année le jour de l'Unité allemande, qui commémore la réunification allemande. Auparavant au Konzerthaus de Berlin, la remise des prix se fait depuis 2005  à l'Opéra comique de Berlin.

## Lauréats
2003
- Armin Mueller-Stahl, acteur allemand
- Norman Foster, architecte britannique
- Jean-Claude Juncker, Premier ministre du Luxembourg et Einars Repše, Premier ministre de Lettonie
- Amal Rifai, Odelia Ainbinder et Sylke Tempel, auteurs de Wir wollen beide hier leben: Eine schwierige Freundschaft in Jerusalem

2004
- Recep Tayyip Erdoğan, Premier ministre de Turquie
- Éric-Emmanuel Schmitt, auteur français
- Thomas Quasthoff, chanteur allemand
- Šimon Pánek, maire tchèque
- Hamid Karzai, Président de l'Afghanistan

2005
- Helmut Kohl, ancien Chancelier fédéral
- Tim Berners-Lee, scientifique britannique, co-inventeur du World Wide Web
- Catherine McCartney, Claire McCartney, Donna McCartney, Gemma McMahon, Paula Arnold et Bridgeen Hagans, membre de la famille de Robert McCartney, une victime de l'Armée républicaine irlandaise
- Karim Aga Khan IV, chef spirituel des ismaéliens nizarites

2006
- Shimon Peres, ancien Premier ministre d'Israël
- Riccardo Illy, homme politique italien
- Florian Henckel von Donnersmarck, Ulrich Mühe et Sebastian Koch, artistes allemands en reconnaissance de leur travail dans le film La Vie des autres
- Viktor Iouchtchenko, Président de l'Ukraine

2007

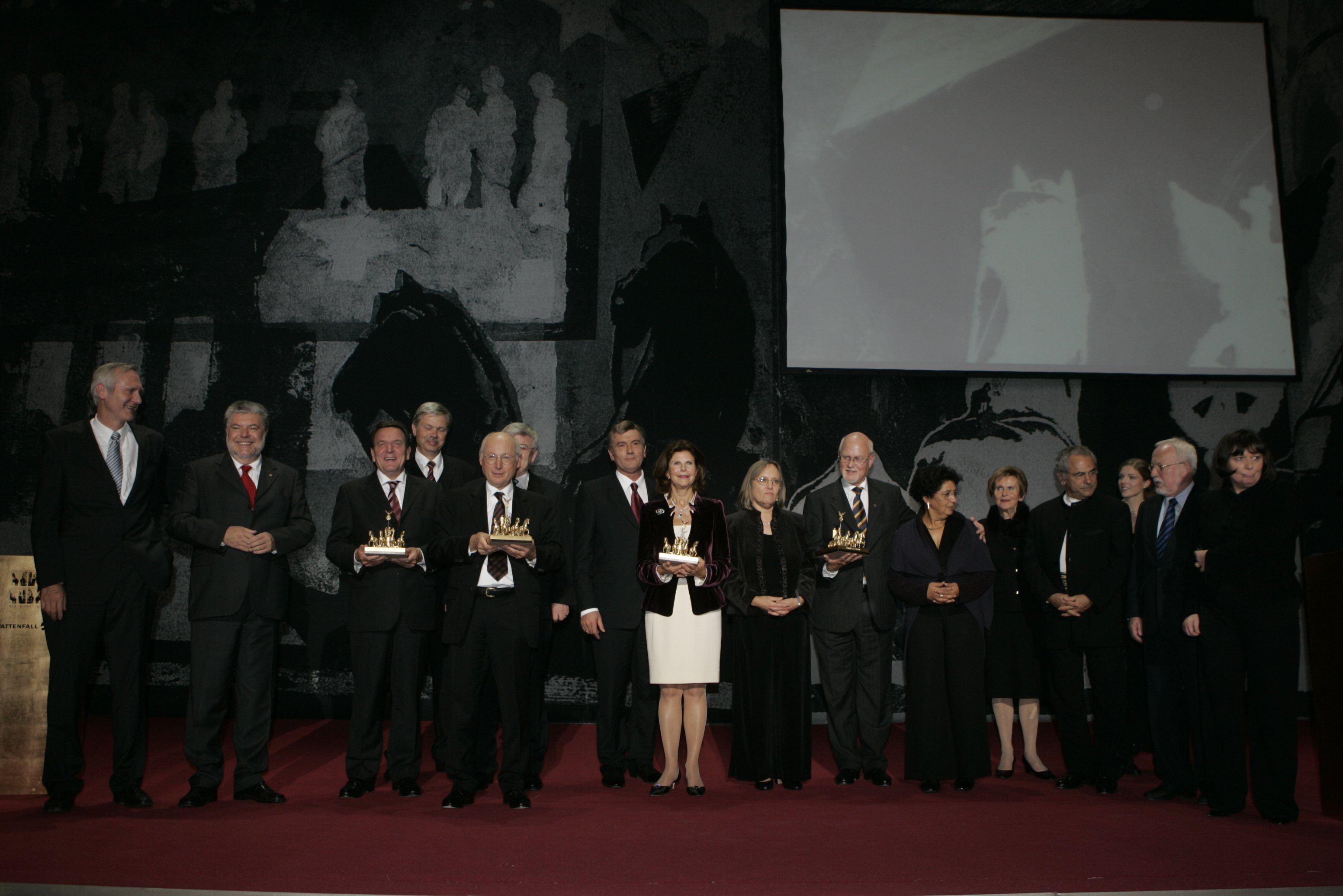
Le Quadriga 2007

- Gerhard Schröder, ancien Chancelier fédéral
- Aicha El-Wafi et Phyllis Rodriguez, mères d'un des responsables et d'une victime des Attentats du 11 septembre 2001 cherchant la réconciliation.
- Der Spiegel, représenté par le rédacteur en chef Stefan Aust
- Silvia Sommerlath

2008
- Boris Tadić, président de la Serbie
- Eckart Höfling, Franciscain et directeur du Venerável Ordem Terceira de São Franciso de Peniténcia à Rio de Janeiro
- Wikipédia, représenté par Jimmy Wales
- Peter Gabriel, musicien et militant pour les droits de l'homme

2009
- José Manuel Barroso, président de la Commission européenne
- Marius Müller-Westernhagen, musicien
- Un million de signature, campagne pour les droits des femmes en Iran
- Václav Havel, auteur et ancien président de la République tchèque
- Bärbel Bohley, artiste et initiateur du Nouveau Forum
- Mikhaïl Gorbatchev, lauréat du prix Nobel de la paix et ancien président de l'Union soviétique

2010
- Geórgios Papandréou
- Le Bundeswehr, représenté par Karl-Theodor zu Guttenberg et le lieutenant général Günter Weiler
- Wolfgang Schäuble et Lothar de Maizière
- Albrecht Hennig et Kristina Hennig
- Olafur Eliasson